# Francesc Batallé i Aragonès
Francesc Batallé i Aragonès (Pineda de Mar, 1906 - L'Hospitalet de Llobregat, 1983) fou mestre i impulsor de tota mena de projectes educatius a la ciutat, especialment la fundació de l'escola Patufet Sant Jordi.

## Biografia
Fill de pescador foren 6 germans i ell fou l’únic noi. A la seva vila natal va freqüentar Serra i Moret i Sara Llorens. Va estudiar a les escoles del poble i més tard Magisteri ja que el seu mestre, Josep Misser, convenç els seus pares de la seva vocació pedagògica. Va aconseguir una beca de l’Alcaldia de Pineda.

## Activitat pedagògica
Treballà a les Escoles Pies de Terrassa i, el 1931, mitjançant el Bisbe Irurita, es feu càrrec de les Escoles Parroquials del Sagrat Cor de l’Hospitalet. Fa treballar els nens en habilitats manuals poc conegudes a la seva època i desenvolupa així la creativitat infantil.
Durant la guerra les escoles foren ocupades pels menjadors populars de la CNT- FAI. A la tornada reemprengué la seva tasca i reorganitzà l’escola.
L'any 1968 va fundar l'Escola Bressol Patufet –i la seva Escola Activa de Pares–, una escola renovadora i catalana, que amb el temps ha esdevngut l'actual escola pública Patufet Sant Jordi Francesc Batallé i Aragonés. «Per fer l'escola Patufet Sant Jordi ens vam unir els pares i els mestres perquè volíem un altre tipus d'escola». Amb pocs recursos econòmics, però amb la voluntat decidida d'una clara renovació pedagògica van crear una escola catalana i de qualitat per a tothom que, integrada actualment en la xarxa pública, ja té més de cinquanta anys d'història.
Per iniciativa d'antics alumnes de l'escola que va fundar l'Ajuntament de l'Hospitalet va instal·lar un monument, obra d'Héctor Cesena Albós, davant de l'escola que porta el seu nom. Aquest monument anteriorment havia estat ubicat al Parc de Can Buxeres.